# Fengchan (sockenhuvudort i Kina, Heilongjiang Sheng, lat 47,63, long 125,84)
Fengchan (kinesiska: 丰产, 丰产乡) är en sockenhuvudort i Kina. Den ligger i provinsen Heilongjiang, i den nordöstra delen av landet, omkring 220 kilometer norr om provinshuvudstaden Harbin. Antalet invånare är 36 172. Befolkningen består av 17 794 kvinnor och 18 378 män. Barn under 15 år utgör 12,0 %, vuxna 15-64 år 80 %, och äldre över 65 år 6,0 %.
Runt Fengchan är det ganska tätbefolkat, med 139 invånare per kvadratkilometer. Närmaste större samhälle är Baiquan, 18,1 km öster om Fengchan. Trakten runt Fengchan består till största delen av jordbruksmark.
Genomsnittlig årsnederbörd är 861 millimeter. Den regnigaste månaden är juli, med i genomsnitt 289 mm nederbörd, och den torraste är januari, med 7 mm nederbörd.